# Sant Martí de Palaldà
Sant Martí de Palaldà és l'església parroquial del poble de Palaldà, del terme comunal dels Banys d'Arles i Palaldà, a la comarca del Vallespir (Catalunya del Nord).
Està situada en el nucli vell del poble de Palaldà, en el punt més elevat del poble, al costat de l'antic Castell de Palaldà.

## Història
L'església de Sant Martí està documentada des del 967, en una acta testamentària on, per situar un alou, esmenta Palaciodano i parrochia Sancti Martini. Ha mantingut la categoria parroquial fins avui dia. Al llarg de tota l'edat mitjana, l'església està amplament documentada.

## L'edifici

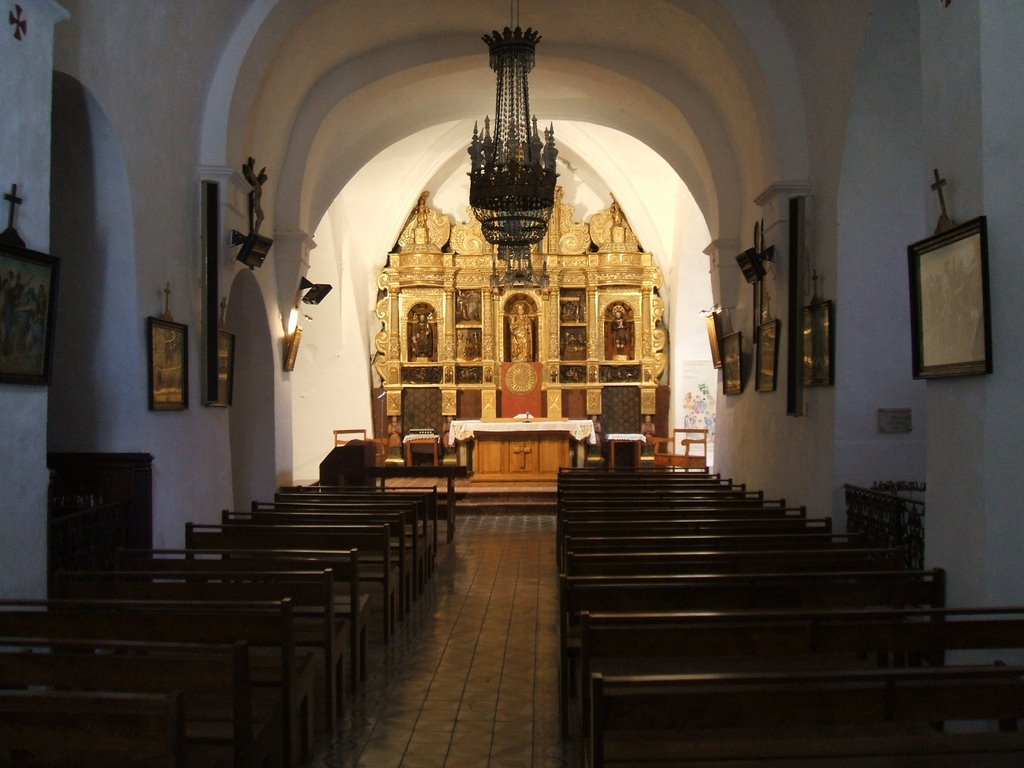
Interior de l'església

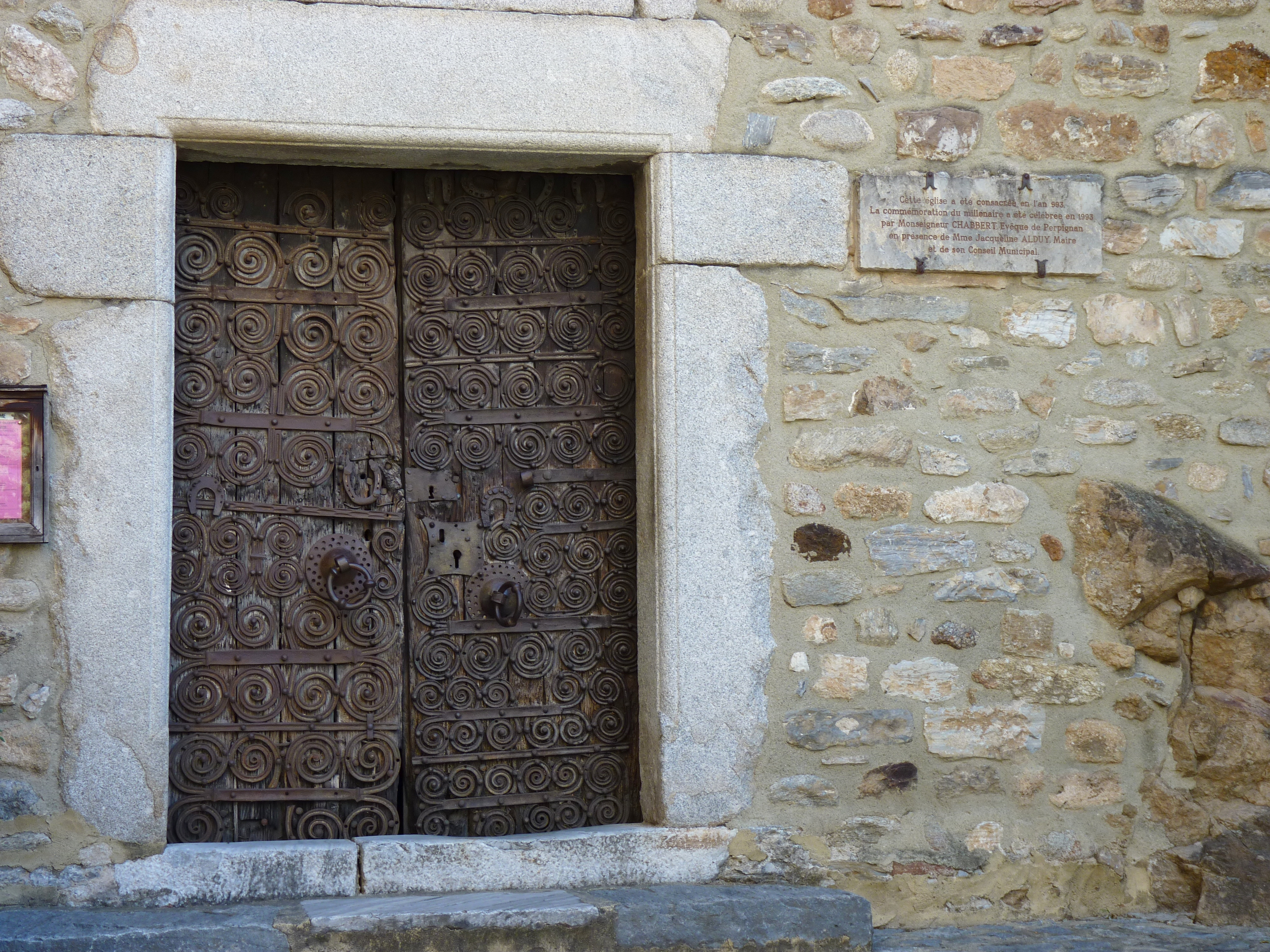
La ferramenta de la porta

És una església d'una sola nau, capçada a llevant per un absis quadrat. La nau és l'original, romànic; però no la capçalera, que fou enderrocada el segle xv o XVI, quan es construí l'actual absis quadrangular, amb una capella a cada costat i cobert amb volta de creueria. El morter de calç recobreix les parets de la nau, de manera que no es pot apreciar l'aparell medieval. L'entrada és al frontis de ponent, i, tot i que el conjunt de la façana ha rebut moltes afectacions, és la porta original romànica; però no la resta d'obertures de la paret. La portalada presenta una llinda grossa, sense ornamentació, així com uns carreus ben tallats però irregulars en els muntants. És molt notable la ferramenta de la porta de fusta, de caràcter plenament romànic.
Al nord-est hi ha una torre campanar rectangular, molt més llarga que ampla i no gaire alta (ha estat retallada, amb el pas dels segles). L'aparell, menut, pertany al romànic fins a força alçada, tot i que la part superior és irregular pel que fa a les èpoques en què va ser construït.
És molt destacable la ferramenta original romànica de la porta de l'església, formada per cintes i volutes molt ben treballades. Aquesta porta és un dels exemplars més ben conservats i significatius del romànic del Vallespir.